# دپ
دپ، روستایی در دهستان حمیری بخش ساربوک شهرستان قصرقند در استان سیستان و بلوچستان ایران است.

## جمعیت
بر پایه سرشماری عمومی نفوس و مسکن در سال ۱۳۹۵، جمعیت این روستا برابر با ۵۱۴ نفر (۱۱۸ خانوار) بوده‌است.